# Кремінь Йосип Васильович
Кремінь Йосип Васильович (13 січня 1932, Буянів) – Генерал Хорунжий Чорноморського козацтва, колишній дисидент.
Народився 13 січня 1932 у селі Буянів Жидачівського району Львівської області.
14-15 грудня 1950 р. був засуджений військовим трибуналом Прикарпатського військового округу по ст.54-11 на 25 років ув’язнення. Брата Юрка 1930 р.н. засудили до смертної кари, замучений 4 квітня 1951 року у Дрогобицький тюрмі разом із Йосипом Михайловичем і Іваном Мерчуком (іншими лідерами підпільної молодіжної організації ОУН «Месники»)
За 10 років 9 місяців і 7 днів пройшов через 36 точок тюрм і лагерів ГУЛАГУ. Із них відбув понад 40 діб карцера.
27 січня 1955 по 28 травня 1958 потрапив у табір строгого режиму за відмову від роботи. «Характеризується з негативної сторонни»  – характеристика дана начальником підрозділу н/е 410/5-15 Татаріновим.
Звільнився за рішенням Верховного суду СРСР 08 квітня 1961 року. 
17 квітня 1991 року – реабілітований, як жертва комуністичних репресій над Українським Народом.
До дня незалежності України був під опікою КГБ.
У 2008 році Кремінь Йосип друкує книжку «За Україну за її Волю»[недоступне посилання з липня 2019], накладом 5 тисяч копій. Виготовляв і випускав у світ десятки тисяч листівок на тему голодомору, тюрем і таборів.

## Нагороди
За активну діяльність на користь України у військах присвоєно: Почесного члена СОУ з нагрудною відзнакою. Нагороджений почесними ординами: Від Галицької Січі – орден Січового Хреста, від Чорноморського козацтва – Хрест Українського Козацтва (з мечами).

## Почесні грамоти
Від 17 танкової дивізії .
Військовий комендант .
Протиповітряної оборони 0939.
Медбат 27/73.
Криворызької СОУ.
Диплом Почесного члена СОУ з нагрудною відзнакою за підписом адмірала Бориса Кожин.
100 років від дня народження С. Бандери 1340.
100 років від дня народження Шухевича 1905.
60 років УПА. (1942-2002).